# Agrupación Cultural Femenina

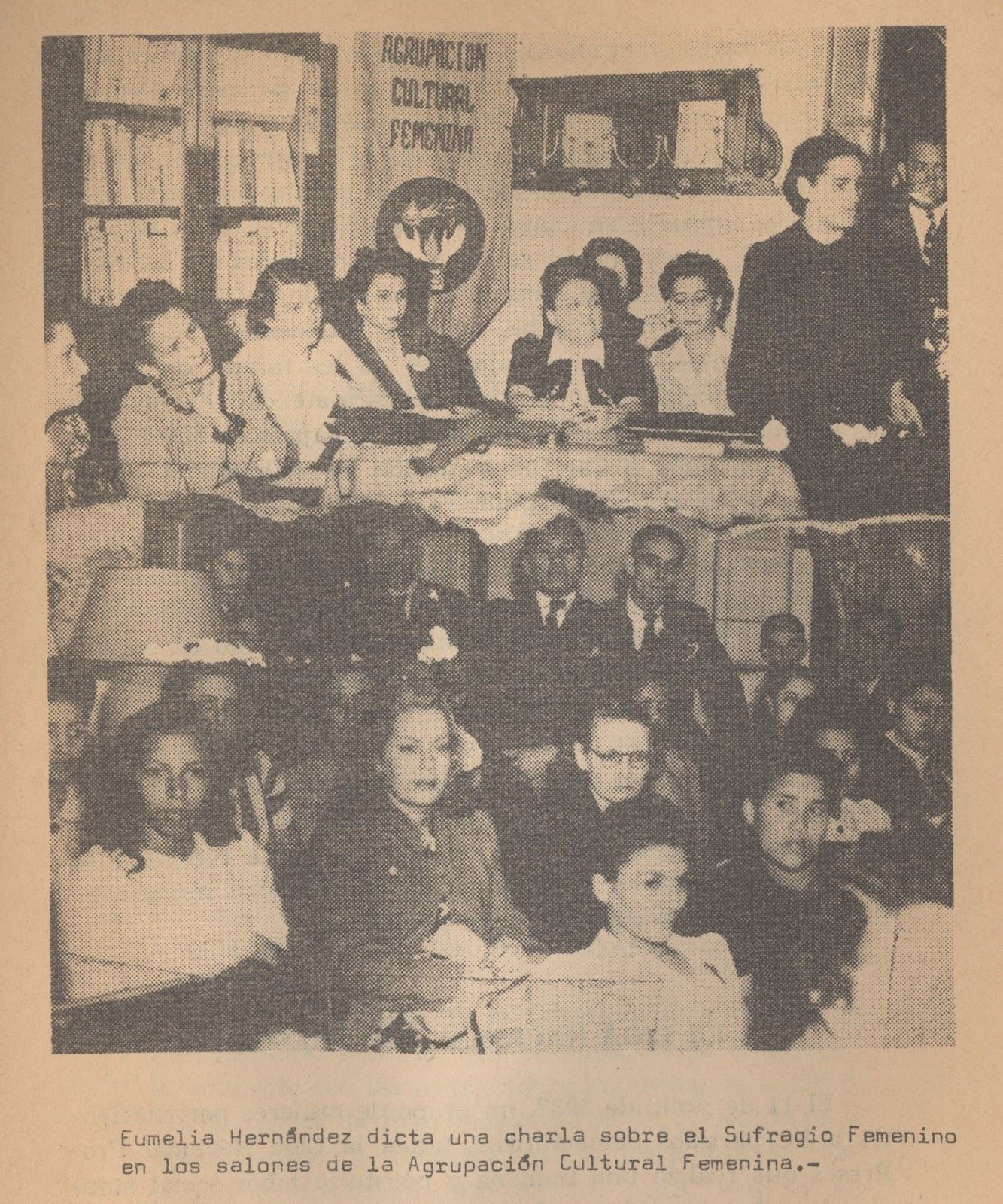
Agrupación Cultural Femenina

Agrupación Cultural Femenina (ACF) var en förening för kvinnors rättigheter i Venezuela, grundad 1935. Det var den första kvinnoorganisationen i Venezuela och spelade en viktig roll i kampen för kvinnlig rösträtt, som infördes 1946. 

## Historik
Grundades den 15 oktober 1935 av Cecilia Núñez Sucre, en medlem av 1928 års studentrörelse, och Carmen Clemente Travieso, och var den första och mest inflytelserika kvinnoorganisationen i Venezuela. Den venezuelanska kvinnorörelsen utvecklades sent och organiserades inte förrän ACF bildades. Dess medlemmar, kallade acefister, bestod till stor del av utbildade kvinnliga lärare.
ACF fokuserade dels på allmänna kvinnoproblem och dels på socialt arbete gentemot arbetande kvinnor. Den lobbade kongressen och förespråkade reformer av kvinnors rättigheter till utbildning, hälsovård, rätten till arbete och mödravård. Den pressade kongressen att genomdriva arbetslagen från 1936, reformera civillagen och införa kvinnlig rösträtt.
År 1937 skapade ACF, tillsammans med anhöriga till de som förföljdes av politiker och fackföreningsmedlemmar, National League for Prisoners, med ansvar för att tillhandahålla juridisk rådgivning, övervakning, ekonomisk och känslomässig hjälp till fångarna, och på så sätt försvara rätten till personlig frihet, bland dess direktörer och Initiativtagarna var Cecilia Núñez Sucre, Olga Luzardo, Eduardo Arcila Farías, Luis Beltrán Prieto Figueroa och María Teresa Castillo. 
1940 var ABC värd för den nationella kvinnokongressen. Den gav ut damtidningen Cultura de la Mujer. Kvinnlig rösträtt infördes 1946. Reformen godkändes 1945 och genomfördes 1947 av Rómulo Betancourts regering. ACF, som var den första kvinnoorganisationen i Venezuela, kom att betraktas som en modell för senare kvinnoorganisationer.
Det tillhörde de mest framträdande kvinnoföreningarna i Venezuela, vilka bestod av Agrupación Cultural Femenina (ACF), Acción Femenina och Asociación Venezolana de Mujeres (AVM). 
Bland dess medlemmar fanns Mercedes Fermín, Eumelia Hernández och Ana Luisa Llovera.